# 河西昌枝
河西昌枝（かさい まさえ、1933年7月14日—2013年10月3日）、日本排球選手。

## 生平
山梨縣中巨摩郡出身。山梨縣立巨摩高等学校畢業後、日紡入社。
河西昌枝是『東洋魔女』成員，獲得1962年世界選手権、1964年東京奧運金牌。
1965年1月，河西昌枝日紡退社、同年5月30日結婚。
2008年，河西昌枝成為排球名人堂成員。
2013年10月3日、河西昌枝因脑出血於東京都内病逝。